# Урочище «Чёрная балка»
Урочище «Чёрная балка» ― особо охраняемая природная территория. Располагается на правом берегу реки Северский Донец, юго-западнее хутор Богатов, Ростовская область. Площадь памятника природы составляет 212,67 га.

## Описание
Ботанический парк природы местного значения имеет режим заказника и создан 22 сентября 1977 года. Основными населенными пунктами являются хутор Богатов, город Белая Калитва, посёлок Какичев.

### Экосистема
Лесостепь, тип почвы ― южные черноземы.

### Ландшафты
Для урочища наиболее характерен грядово-ложбинный рельеф. Участок является сильно разветвленной балочной сетью, которая расположена в системе глубокой Чёрной балки, впадающей непосредственно в долину Северского Донца.

### Растительный и животный мир
На территории Черной балки произрастает около 20 видов деревьев и свыше 100 видов травянистых растений.
Основу пойменного леса составляют берестовники и дубравы. Их отличительной чертой по  сравнению с другими лесами региона является массовое распространение здесь клёна татарского и включение в берестовники клёна полевого. В составе  набора лесных трав в пойменной части Черной балки присутствуют: коротконожка лесная, фиалка опушенная, колокольчик шершавый, шлемник высокий, живокость высокая и другие.
В флоре зарегистрировано свыше 150 видов сосудистых растений, 11 из них занесены в
Красную книгу Ростовской области. Среди них есть такие, как ковыль красивейший, ковыль украинский, живокость Сергея, беллевалия сарматская, касатик низкий и др.
Богат и животный мир урочища. Из охотничьих животных здесь обитают кабан, косуля, заяц-русак, лисица, фазан, перепел, куропатка серая, вяхирь; временами заходят лось, европейский олень и другие. Успешно размножается ряд видов, занесённых в федеральную Красную книгу (орлан-белохвост, дыбка степная и др.). В урочище присутствует богатое видовое разнообразие, которое  состоит их лесных, пойменных, степных комплексов животных.
Памятник природы имеет почвозащитное, водоохранное и противоэрозионное значение. Также играет природоохранную, научную, оздоровительную, просветительскую роль.